# Medalistki igrzysk olimpijskich w wioślarstwie
Lista medalistek letnich igrzysk olimpijskich w wioślarstwie.

## Konkurencje obecnie rozgrywane

### Jedynki
| Rok i miejsce       | Złoto                        | Srebro            | Brąz                         |
| ------------------- | ---------------------------- | ----------------- | ---------------------------- |
| Montreal 1976       | Christine Scheiblich         | Joan Lind         | Jelena Antonowa              |
| Moskwa 1980         | Sanda Toma                   | Antonina Machina  | Martina Schröter             |
| Los Angeles 1984    | Valeria Răcilă               | Charlotte Geer    | Ann Haesebrouck              |
| Seul 1988           | Jutta Behrendt               | Anne Marden       | Magdalena Georgiewa          |
| Barcelona 1992      | Elisabeta Lipă               | Annelies Bredael  | Silken Laumann               |
| Atlanta 1996        | Kaciaryna Karsten            | Silken Laumann    | Trine Hansen                 |
| Sydney 2000         | Kaciaryna Karsten            | Rumjana Nejkowa   | Katrin Rutschow-Stomporowski |
| Ateny 2004          | Katrin Rutschow-Stomporowski | Kaciaryna Karsten | Rumjana Nejkowa              |
| Pekin 2008          | Rumjana Nejkowa              | Michelle Guerette | Kaciaryna Karsten            |
| Londyn 2012         | Miroslava Knapková           | Fie Udby Erichsen | Kim Crow                     |
| Rio de Janeiro 2016 | Kim Crow                     | Gevvie Stone      | Duan Jingli                  |
| Tokio 2020          | Emma Twigg                   | Hanna Prakacień   | Magdalena Lobnig             |
| Paryż 2024          | Karolien Florijn             | Emma Twigg        | Viktorija Senkutė            |

### Dwójki podwójne
| Rok i miejsce       | Złoto                                                             | Srebro                                                   | Brąz                                                    |
| ------------------- | ----------------------------------------------------------------- | -------------------------------------------------------- | ------------------------------------------------------- |
| Montreal 1976       | Bułgaria · Swetła Ocetowa · Zdrawka Jordanowa                     | NRD · Sabine Jahn · Petra Boesler                        | ZSRR · Eleonora Kaminskaitė · Genovaitė Ramoškienė      |
| Moskwa 1980         | ZSRR · Jelena Chłopcewa · Łarisa Aleksandrowa                     | NRD · Cornelia Linse · Heidi Westphal                    | Rumunia · Olga Homeghi · Valeria Răcilă                 |
| Los Angeles 1984    | Rumunia · Mărioara Popescu · Elisabeta Lipă                       | Holandia · Greet Hellemans · Nicolette Hellemans         | Kanada · Daniele Laumann · Silken Laumann               |
| Seul 1988           | NRD · Birgit Peter · Martina Schröter                             | Rumunia · Elisabeta Lipă · Veronica Cogeanu              | Bułgaria · Stefka Madina · Wioleta Ninowa               |
| Barcelona 1992      | Niemcy · Kerstin Köppen · Kathrin Boron                           | Rumunia · Elisabeta Lipă · Veronica Cochelea             | Chiny · Gu Xiaoli · Lu Huali                            |
| Atlanta 1996        | Kanada · Marnie McBean · Kathleen Heddle                          | Chiny · Zhang Xiuyun · Cao Mianying                      | Holandia · Irene Eijs · Eeke van Nes                    |
| Sydney 2000         | Niemcy · Jana Thieme · Kathrin Boron                              | Holandia · Pieta van Dishoeck · Eeke van Nes             | Litwa · Birutė Šakickienė · Kristina Poplavskaja        |
| Ateny 2004          | Nowa Zelandia · Georgina Evers-Swindell · Caroline Evers-Swindell | Niemcy · Peggy Waleska · Britta Oppelt                   | Wielka Brytania · Sarah Winckless · Elise Laverick      |
| Pekin 2008          | Nowa Zelandia · Georgina Evers-Swindell · Caroline Evers-Swindell | Niemcy · Annekatrin Thiele · Christiane Huth             | Wielka Brytania · Elise Laverick · Anna Bebington       |
| Londyn 2012         | Wielka Brytania · Katherine Grainger · Anna Watkins               | Australia · Kim Crow · Brooke Pratley                    | Polska · Magdalena Fularczyk · Julia Michalska          |
| Rio de Janeiro 2016 | Polska · Magdalena Fularczyk · Natalia Madaj                      | Wielka Brytania · Katherine Grainger · Victoria Thornley | Litwa · Milda Valčiukaitė · Donata Vištartaitė          |
| Tokio 2020          | Rumunia · Nicoleta-Ancuţa Bodnar · Simona Radiș                   | Nowa Zelandia · Brooke Donoghue · Hannah Osborne         | Holandia · Roos de Jong · Lisa Scheenaard               |
| Paryż 2024          | Nowa Zelandia · Brooke Francis · Lucy Spoors                      | Rumunia · Ancuța Bodnar · Simona Radiș                   | Wielka Brytania · Mathilda Hodgkins-Byrne · Becky Wilde |

### Dwójki bez sternika
| Rok i miejsce       | Złoto                                             | Srebro                                                                | Brąz                                                        |
| ------------------- | ------------------------------------------------- | --------------------------------------------------------------------- | ----------------------------------------------------------- |
| Montreal 1976       | Bułgaria · Sijka Kełbeczewa · Stojanka Grujczewa  | NRD · Angelika Noack · Sabine Dähne                                   | RFN · Edith Eckbauer · Thea Einöder                         |
| Moskwa 1980         | NRD · Ute Steindorf · Cornelia Klier              | Polska · Małgorzata Dłużewska · Czesława Kościańska                   | Bułgaria · Sijka Barbułowa · Stojanka Kurbatowa             |
| Los Angeles 1984    | Rumunia · Rodica Arba · Elena Horvat              | Kanada · Elizabeth Craig · Patricia Smith                             | RFN · Ellen Becker · Iris Völkner                           |
| Seul 1988           | Rumunia · Rodica Arba · Olga Homeghi              | Bułgaria · Radka Stojanowa · Łałka Berberowa                          | Nowa Zelandia · Nicola Payne · Lynley Hannen                |
| Barcelona 1992      | Kanada · Marnie McBean · Kathleen Heddle          | Niemcy · Stefani Werremeier · Ingeburg Schwerzmann                    | Stany Zjednoczone · Anna Seaton · Stephanie Maxwell-Pierson |
| Atlanta 1996        | Australia · Megan Still · Kate Slatter            | Stany Zjednoczone · Karen Kraft · Melissa Schwen                      | Francja · Christine Gosse · Hélène Cortin                   |
| Sydney 2000         | Rumunia · Georgeta Andrunache · Doina Ignat       | Australia · Rachael Taylor · Kate Slatter                             | Stany Zjednoczone · Karen Kraft · Melissa Ryan              |
| Ateny 2004          | Rumunia · Georgeta Andrunache · Viorica Susanu    | Wielka Brytania · Katherine Grainger · Catherine Bishop               | Białoruś · Julija Biczyk · Natalla Helach                   |
| Pekin 2008          | Rumunia · Georgeta Andrunache · Viorica Susanu    | Chiny · Wu You · Gao Yulan                                            | Białoruś · Julija Biczyk · Natalla Helach                   |
| Londyn 2012         | Wielka Brytania · Helen Glover · Heather Stanning | Australia · Kate Hornsey · Sarah Tait                                 | Nowa Zelandia · Juliette Haigh · Rebecca Scown              |
| Rio de Janeiro 2016 | Wielka Brytania · Helen Glover · Heather Stanning | Nowa Zelandia · Genevieve Behrent · Rebecca Scown                     | Dania · Hedvig Rasmussen · Anne Andersen                    |
| Tokio 2020          | Nowa Zelandia · Grace Prendergast · Kerri Gowler  | Rosyjski Komitet Olimpijski · Jelena Oriabinska · Wasilisa Stiepanowa | Kanada · Caileigh Filmer · Hillary Janssens                 |
| Paryż 2024          | Holandia · Ymkje Clevering · Veronique Meester    | Rumunia · Ioana Vrînceanu · Roxana Anghel                             | Australia · Jessica Morrison · Annabelle McIntyre           |

### Czwórki podwójne
W latach 1976–1984 ze sternikiem.
| Rok i miejsce       | Złoto                                                                                           | Srebro | Brąz |
| ------------------- | ----------------------------------------------------------------------------------------------- | --- | --- |
| Montreal 1976       | NRD · Anke Borchmann · Jutta Lau · Viola Poley · Roswietha Zobelt · Liane Weigelt (S)           | ZSRR · Anna Kondraszina · Mira Briunina · Łarisa Aleksandrowa · Galina Jermołajewa · Nadieżda Czernyszowa (S) | Rumunia · Ioana Tudoran · Maria Micșa · Felicia Afrăsiloaie · Elisabeta Lazăr · Elena Giurcă (S)        |
| Moskwa 1980         | NRD · Sybille Reinhardt · Jutta Ploch · Jutta Lau · Roswietha Zobelt · Liane Buhr (S)           | ZSRR · Antonina Pustowit · Jelena Matiewska · Olga Wasilczenko · Nadieżda Lubimowa · Nina Czieremisina (S)    | Bułgaria · Mariana Serbezowa · Rumeljana Bonczewa · Dołores Nakowa · Anka Bakowa · Anka Georgiewa (S)   |
| Los Angeles 1984    | Rumunia · Maricica Țăran · Anișoara Sorohan · Ioana Badea · Sofia Corban · Ecaterina Oancia (S) | Stany Zjednoczone · Anne Marden · Lisa Rohde · Joan Lind · Virginia Gilder · Kelly Rickon (S)                 | Dania · Hanne Eriksen · Birgitte Hanel · Inger Køfød · Bodil Steen Rasmussen · Jette Hejli Sørensen (S) |
| Seul 1988           | NRD · Kerstin Förster · Kristina Mundt · Beate Schramm · Jana Sorgers                           | ZSRR · Iryna Kałymbet · Switłana Mazij · Inna Frołowa · Antonina Machina                                      | Rumunia · Anișoara Bălan · Anișoara Minea · Veronica Cogeanu · Elisabeta Lipă                           |
| Barcelona 1992      | Niemcy · Sybille Schmidt · Birgit Peter · Kerstin Müller · Kristina Mundt                       | Rumunia · Anișoara Dobre · Doina Ignat · Constanța Burcică · Veronica Cochelea                                | WNP · Antonina Zelikowicz · Tatjana Ustiużanina · Kaciaryna Karsten · Jelena Chłopcewa                  |
| Atlanta 1996        | Niemcy · Katrin Rutschow-Stomporowski · Jana Sorgers · Kerstin Köppen · Kathrin Boron           | Ukraina · Switłana Mazij · Dina Miftachutdynowa · Inna Frołowa · Ołena Ronżyna                                | Kanada · Laryssa Biesenthal · Diane O’Grady · Kathleen Heddle · Marnie McBean                           |
| Sydney 2000         | Niemcy · Manja Kowalski · Meike Evers · Manuela Lutze · Kerstin Kowalski                        | Wielka Brytania · Guin Batten · Gillian Lindsay · Katherine Grainger · Miriam Batten                          | Rosja · Oksana Dorodnowa · Irina Fiedotowa · Julija Lewina · Łarisa Merk                                |
| Ateny 2004          | Niemcy · Kathrin Boron · Meike Evers · Manuela Lutze · Kerstin Kowalski                         | Wielka Brytania · Alison Mowbray · Debbie Flood · Frances Houghton · Rebecca Romero                           | Australia · Dana Faletic · Rebecca Sattin · Amber Bradley · Kerry Hore                                  |
| Pekin 2008          | Chiny · Jin Ziwei · Tang Bin · Xi Aihua · Zhang Yangyang                                        | Wielka Brytania · Debbie Flood · Katherine Grainger · Frances Houghton · Annie Vernon                         | Niemcy · Kathrin Boron · Manuela Lutze · Britta Oppelt · Stephanie Schiller                             |
| Londyn 2012         | Ukraina · Kateryna Tarasenko · Natalija Dowhod´ko · Anastasija Kożenkowa · Jana Dementiewa      | Niemcy · Julia Richter · Carina Bär · Annekatrin Thiele · Britta Oppelt                                       | Stany Zjednoczone · Megan Kalmoe · Natalie Dell · Adrienne Martelli · Kara Kohler                       |
| Rio de Janeiro 2016 | Niemcy · Annekatrin Thiele · Carina Bär · Julia Lier · Lisa Schmidla                            | Holandia · Chantal Achterberg · Nicole Beukers · Inge Janssen · Carline Bouw                                  | Polska · Maria Springwald · Joanna Leszczyńska · Agnieszka Kobus · Monika Ciaciuch                      |
| Tokio 2020          | Chiny · Chen Yunxia · Zhang Ling · Lü Yang · Cui Xiaotong                                       | Polska · Agnieszka Kobus · Marta Wieliczko · Maria Sajdak · Katarzyna Zillmann                                | Australia · Ria Thompson · Rowena Meredith · Harriet Hudson · Caitlin Cronin                            |
| Paryż 2024          | Wielka Brytania · Lauren Henry · Hannah Scott · Lola Anderson · Georgina Brayshaw               | Holandia · Laila Youssifou · Bente Paulis · Roos de Jong · Tessa Dullemans                                    | Niemcy · Maren Völz · Tabea Schendekehl · Leonie Menzel · Pia Greiten                                   |

### Ósemki
| Rok i miejsce       | Złoto | Srebro | Brąz |
| ------------------- | --- | --- | --- |
| Montreal 1976       | NRD · Viola Goretzki, Christiane Knetsch, Ilona Richter, Brigitte Ahrenholz, Monika Kallies, Henrietta Ebert, Helma Lehmann, Irina Müller, Marina Wilke (S)              | ZSRR · Lubow Tałałajewa, Nadieżda Roszczina, Klavdija Koženkova, Ołena Zubko, Olha Kołkowa, Nadija Rozhon, Olha Huzenko, Nelli Tarakanowa, Olha Puhowska (S)                  | Stany Zjednoczone · Jacqueline Zoch, Anita DeFrantz, Carolyn Graves, Marion Greig, Anne Warner, Margaret McCarthy, Carol Brown, Gail Ricketson, Lynn Silliman (S)                                |
| Moskwa 1980         | NRD · Martina Boesler, Kersten Neisser, Christiane Köpke, Birgit Schütz, Gabriele Kühn, Ilona Richter, Marita Sandig, Karin Metze, Marina Wilke (S)                      | ZSRR · Olha Pywowarowa, Nina Umanec, Nadija Pryszczepa, Walentina Żulina, Tetiana Stecenko, Ołena Teroszyna, Nina Preobrażenśka, Marija Paziun, Nina Frołowa (S)              | Rumunia · Angelica Aposteanu, Marlena Zagoni, Rodica Frîntu, Florica Bucur, Rodica Pușcatu, Ana Iliuță, Maria Constantinescu, Elena Bondar, Elena Dobrițoiu (S)                                  |
| Los Angeles 1984    | Stany Zjednoczone · Shyril O’Steen, Harriet Metcalf, Carol Bower, Carolyn Graves, Jeanne Flanagan, Kristine Norelius, Kristen Thorsness, Kathryn Keeler, Betsy Beard (S) | Rumunia · Doina Bălan, Marioara Trașcă, Aurora Pleșca, Aneta Mihaly, Adriana Bazon, Mihaela Armășescu, Camelia Diaconescu, Lucia Sauca, Viorica Ioja (S)                      | Holandia · Nicolette Hellemans, Lynda Cornet, Harriet van Ettekoven, Greet Hellemans, Marieke van Drogenbroek, Anne-Marie Quist, Catharina Neelissen, Willemien Vaandrager, Martha Laurijsen (S) |
| Seul 1988           | NRD · Annegret Strauch, Judith Zeidler, Kathrin Haacker, Ute Wild, Anja Kluge, Ramona Balthasar, Beatrix Schröer, Ute Stange, Daniela Neunast (S)                        | Rumunia · Doina Bălan, Marioara Trașcă, Veronica Necula, Herta Anitaș, Adriana Bazon, Mihaela Armășescu, Olga Homeghi, Rodica Arba, Ecaterina Oancia (S)                      | Chiny · Han Yaqin, He Yanwen, Hu Yadong, Li Ronghua, Yang Xiao, Zhang Xianghua, Zhang Yali, Zhou Shouying, Zhou Xiuhua (S)                                                                       |
| Barcelona 1992      | Kanada · Kirsten Barnes, Brenda Taylor, Megan Delehanty, Marnie McBean, Shannon Crawford, Kay Worthington, Jessica Monroe, Kathleen Heddle, Lesley Thompson (S)          | Rumunia · Doina Bălan, Doina Robu, Ioana Olteanu, Viorica Lepădatu, Iulia Bobeică, Viorica Neculai, Maria Pădurariu, Adriana Bazon, Elena Georgescu (S)                       | Niemcy · Annegret Strauch, Sylvia Dördelmann, Cerstin Petersmann, Kathrin Haacker, Dana Pyritz, Christiane Harzendorf, Ute Wagner, Judith Zeidler, Daniela Neunast (S)                           |
| Atlanta 1996        | Rumunia · Anca Tănase, Veronica Cochelea, Liliana Gafencu, Doina Spîrcu, Ioana Olteanu, Elisabeta Lipă, Mărioara Popescu, Doina Ignat, Elena Georgescu (S)               | Kanada · Heather McDermid, Tosha Tsang, Maria Maunder, Alison Korn, Emma Robinson, Anna van der Kamp, Jessica Monroe, Theresa Luke, Lesley Thompson (S)                       | Białoruś · Natalla Ławrinienko, Alaksandra Pankina, Natalla Wauczok, Tamara Dawidienko, Walancina Skrabatun, Jelena Mikulicz, Natalla Stasiuk, Marina Znak, Jarasława Paułowicz (S)              |
| Sydney 2000         | Rumunia · Georgeta Andrunache, Viorica Susanu, Ioana Olteanu, Veronica Cochelea, Elisabeta Lipă, Maria Dumitrache, Liliana Gafencu, Doina Ignat, Elena Georgescu (S)     | Holandia · Anneke Venema, Carin ter Beek, Nelleke Penninx, Pieta van Dishoeck, Eeke van Nes, Tessa Appeldoorn, Marieke Westerhof, Elien Meijer, Martijntje Quick (S)          | Kanada · Heather McDermid, Heather Davis, Dorota Urbaniak, Theresa Luke, Emma Robinson, Alison Korn, Laryssa Biesenthal, Buffy Alexander, Lesley Thompson (S)                                    |
| Ateny 2004          | Rumunia · Rodica Florea, Viorica Susanu, Aurica Bărăscu, Ioana Papuc, Liliana Gafencu, Elisabeta Lipă, Georgeta Andrunache, Doina Ignat, Elena Georgescu (S)             | Stany Zjednoczone · Katherine Johnson, Samantha Magee, Megan Dirkmaat, Alison Cox, Anna Mickelson, Laurel Korholz, Caryn Davies, Lianne Nelson, Mary Whipple (S)              | Holandia · Froukje Wegman, Marlies Smulders, Nienke Hommes, Hurnet Dekkers, Annemarieke van Rumpt, Annemiek de Haan, Sarah Siegelaar, Helen Tanger, Ester Workel (S)                             |
| Pekin 2008          | Stany Zjednoczone · Erin Cafaro, Anna Cummins, Caryn Davies, Susan Francia, Anna Goodale, Caroline Lind, Elle Logan, Lindsay Shoop, Mary Whipple (S)                     | Holandia · Femke Dekker, Annemiek de Haan, Nienke Kingma, Roline Repelaer van Driel, Annemarieke van Rumpt, Sarah Siegelaar, Marlies Smulders, Helen Tanger, Ester Workel (S) | Rumunia · Georgeta Andrunache, Enikő Barabás, Constanța Burcică, Doina Ignat, Simona Mușat, Ioana Papuc, Rodica Șerban, Viorica Susanu, Elena Georgescu (S)                                      |
| Londyn 2012         | Stany Zjednoczone · Erin Cafaro, Susan Francia, Esther Lofgren, Taylor Ritzel, Meghan Musnicki, Elle Logan, Caroline Lind, Caryn Davies, Mary Whipple (S)                | Kanada · Janine Hanson, Rachelle Viinberg, Krista Guloien, Lauren Wilkinson, Natalie Mastracci, Ashley Brzozowicz, Darcy Marquardt, Andréanne Morin, Lesley Thompson (S)      | Holandia · Jacobine Veenhoven, Nienke Kingma, Chantal Achterberg, Sytske de Groot, Roline Repelaer van Driel, Claudia Belderbos, Carline Bouw, Annemiek de Haan, Anne Schellekens (S)            |
| Rio de Janeiro 2016 | Stany Zjednoczone · Emily Regan, Kerry Simmonds, Amanda Polk, Lauren Schmetterling, Tessa Gobbo, Meghan Musnicki, Elle Logan, Amanda Elmore, Katelin Snyder (S)          | Wielka Brytania · Katie Greves, Melanie Wilson, Frances Houghton, Polly Swann, Jessica Eddie, Olivia Carnegie-Brown, Karen Bennett, Zoe Lee, Zoe de Toledo (S)                | Rumunia · Roxana Cogianu, Ioana Strungaru, Mihaela Petrilă, Iuliana Popa, Mădălina Beres, Laura Oprea, Adelina Boguș, Andreea Boghian, Daniela Druncea (S)                                       |
| Tokio 2020          | Kanada · Susanne Grainger, Kasia Gruchalla-Wesierski, Madison Mailey, Sydney Payne, Andrea Proske, Lisa Roman, Christine Roper, Avalon Wasteneys, Kristen Kit (S)        | Nowa Zelandia · Ella Greenslade, Emma Dyke, Lucy Spoors, Kelsey Bevan, Grace Prendergast, Kerri Gowler, Beth Ross, Jackie Gowler, Caleb Shepherd (S)                          | Chiny · Guo Linlin, Ju Rui, Li Jingjing, Miao Tian, Wang Zifeng, Wang Yuwei, Xu Fei, Zhang Min, Zhang Dechang (S)                                                                                |
| Paryż 2024          | Rumunia · Adriana Adam, Roxana Anghel, Amalia Bereș, Mădălina Bereș, Iuliana Buhuș, Dumitrița Juncănariu, Ioana Vrînceanu, Simona Radiș, Victoria-Ștefania Petreanu (S)  | Kanada · Abigail Dent, Caileigh Filmer, Kasia Gruchalla-Wesierski, Maya Meschkuleit, Sydney Payne, Jessica Sevick, Kristina Walker, Avalon Wasteneys, Kristen Kit (S)         | Wielka Brytania · Annie Campbell-Orde, Holly Dunford, Emily Ford, Lauren Irwin, Heidi Long, Rowan McKellar, Eve Stewart, Harriet Taylor, Henry Fieldman (S)                                      |

### Dwójki podwójne wagi lekkiej
| Rok i miejsce       | Złoto                                                 | Srebro                                          | Brąz                                                 |
| ------------------- | ----------------------------------------------------- | ----------------------------------------------- | ---------------------------------------------------- |
| Atlanta 1996        | Rumunia · Constanța Burcică · Camelia Macoviciuc      | Stany Zjednoczone · Teresa Bell · Lindsay Burns | Australia · Virginia Lee · Rebecca Joyce             |
| Sydney 2000         | Rumunia · Constanța Burcică · Angela Alupei           | Niemcy · Valerie Viehoff · Claudia Blasberg     | Stany Zjednoczone · Christine Collins · Sarah Garner |
| Ateny 2004          | Rumunia · Constanța Burcică · Angela Alupei           | Niemcy · Daniela Reimer · Claudia Blasberg      | Holandia · Kirsten van der Kolk · Marit van Eupen    |
| Pekin 2008          | Holandia · Marit van Eupen · Kirsten van der Kolk     | Finlandia · Minna Nieminen · Sanna Stén         | Kanada · Tracy Cameron · Melanie Kok                 |
| Londyn 2012         | Wielka Brytania · Katherine Copeland · Sophie Hosking | Chiny · Xu Dongxiang · Huang Wenyi              | Grecja · Christina Jazidzidu · Aleksandra Tsiawu     |
| Rio de Janeiro 2016 | Holandia · Ilse Paulis · Maaike Head                  | Kanada · Lindsay Jennerich · Patricia Obee      | Chiny · Huang Wenyi · Pan Feihong                    |
| Tokio 2020          | Włochy · Valentina Rodini · Federica Cesarini         | Francja · Laura Tarantola · Claire Bové         | Holandia · Marieke Keijser · Ilse Paulis             |
| Paryż 2024          | Wielka Brytania · Emily Craig · Imogen Grant          | Rumunia · Gianina Beleagă · Ionela Cozmiuc      | Grecja · Dimitra Kondu · Zoi Fitsiu                  |

## Konkurencje nierozgrywane

### Czwórki ze sternikiem
| Rok i miejsce    | Złoto                                                                                          | Srebro                                                                                             | Brąz |
| ---------------- | ---------------------------------------------------------------------------------------------- | -------------------------------------------------------------------------------------------------- | --- |
| Montreal 1976    | NRD · Karin Metze · Bianka Schwede · Gabriele Lohs · Andrea Kurth · Sabine Heß (S)             | Bułgaria · Kapka Georgiewa · Ginka Giurowa · Marijka Modewa · Liliana Wasewa · Reni Jordanowa (S)  | ZSRR · Ludmiła Krochina · Nadieżda Siewostjanowa · Galina Miszenina · Anna Pasocha · Lidija Kryłowa (S)         |
| Moskwa 1980      | NRD · Ramona Kapheim · Silvia Fröhlich · Angelika Noack · Romy Saalfeld · Kirsten Wenzel (S)   | Bułgaria · Ginka Giurowa · Marijka Modewa · Rita Todorowa · Iskra Welinowa · Nadeżda Filipowa (S)  | ZSRR · Marija Fadiejewa · Galina Sowietnikowa · Marina Studniewa · Swietłana Siemionowa · Nina Czeriemisina (S) |
| Los Angeles 1984 | Rumunia · Florica Lavric · Maria Fricioiu · Chira Apostol · Olga Bularda · Viorica Ioja (S)    | Kanada · Marilyn Brain · Angela Schneider · Barbara Armbrust · Jane Tregunno · Lesley Thompson (S) | Australia · Robyn Grey-Gardner · Karen Brancourt · Susan Chapman · Margot Foster · Susan Lee (S)                |
| Seul 1988        | NRD · Martina Walther · Gerlinde Doberschütz · Carola Hornig · Birte Siech · Sylvia Müller (S) | Chiny · Zhang Xianghua · Hu Yadong · Yang Xiao · Zhou Shouying · Li Ronghua (S)                    | Rumunia · Marioara Trașcă · Veronica Necula · Herta Anitaș · Doina Bălan · Ecaterina Oancia (S)                 |

### Czwórki bez sternika
| Rok i miejsce  | Złoto                                                                      | Srebro                                                                           | Brąz                                                              |
| -------------- | -------------------------------------------------------------------------- | -------------------------------------------------------------------------------- | ----------------------------------------------------------------- |
| Barcelona 1992 | Kanada · Kirsten Barnes · Brenda Taylor · Jessica Monroe · Kay Worthington | Stany Zjednoczone · Shelagh Donohoe · Cynthia Eckert · Amy Fuller · Carol Feeney | Niemcy · Antje Frank · Gabriele Mehl · Birte Siech · Annette Hohn |